# Martinet malais
Apus nipalensis
Espèce
Statut de conservation UICN

 LC  : Préoccupation mineure
Le Martinet malais (Apus nipalensis) est une espèce d'oiseau appartenant à la famille des apodidés.
Certains auteurs le considèrent comme une sous-espèce du Martinet des maisons (Apus affinis).

## Répartition et sous-espèces
Cet oiseau est réparti en quatre sous-espèces :
- Apus nipalensis nipalensis (Hodgson, 1837) — de l'Himalaya au Japon et aux Philippines
- Apus nipalensis subfurcatus (Blyth, 1849) — péninsule malaise, Sumatra, Bornéo et îles satélites
- Apus nipalensis furcatus Brooke, 1971 — Java et Bali
- Apus nipalensis kuntzi Deignan, 1958 — Taïwan